# 大叶唐松草
大叶唐松草（学名：Thalictrum faberi）为毛茛科唐松草属下的一个种。种名faberi以19世纪来中国传教、收集植物的德国植物学家花之安（Ernst Faber, 1839-1899）的名字命名。